# Lichtental (Wien)
| Rossau | Rossau |
| ------ | ------ |
| Wappen | Karte  |
|        |        |

Lichtental war bis 1850 eine eigenständige Gemeinde (Vorstadt) und ist heute ein Stadtteil Wiens im 9. Wiener Gemeindebezirk Alsergrund.

## Geographie
Lichtental liegt im Norden des Alsergrunds und ist vollständig von Bezirksteilen des Alsergrunds umschlossen. Im Osten grenzt Lichtental an den Althangrund, im Norden und Süden an den Thurygrund und im Westen an den Himmelpfortgrund. Die heutigen Grenzen zu den weiteren Bezirksteilen des Alsergrunds verlaufen entlang der Fechtergasse, Liechtensteinstraße bis zur Grenze O.-Nr. 113 und 115 (heute im Bausparkassen-Gebäude von Nr. 111–115), Nußdorfer Straße zwischen O-Nr. 66 und 68, Rufgasse und Althanstraße.
Lichtental-Spittelau ist ein aus acht Zählsprengeln bestehender Zählbezirk der amtlichen Statistik, der auch Teilgebiete der umliegenden ehemaligen Vorstädte mit einschließt.
Ein paar Häuser an der Liechtensteinstraße und an der Vereinsstiege sind von der Stadt Wien als bauliche Schutzzone Lichtental definiert.

## Geschichte

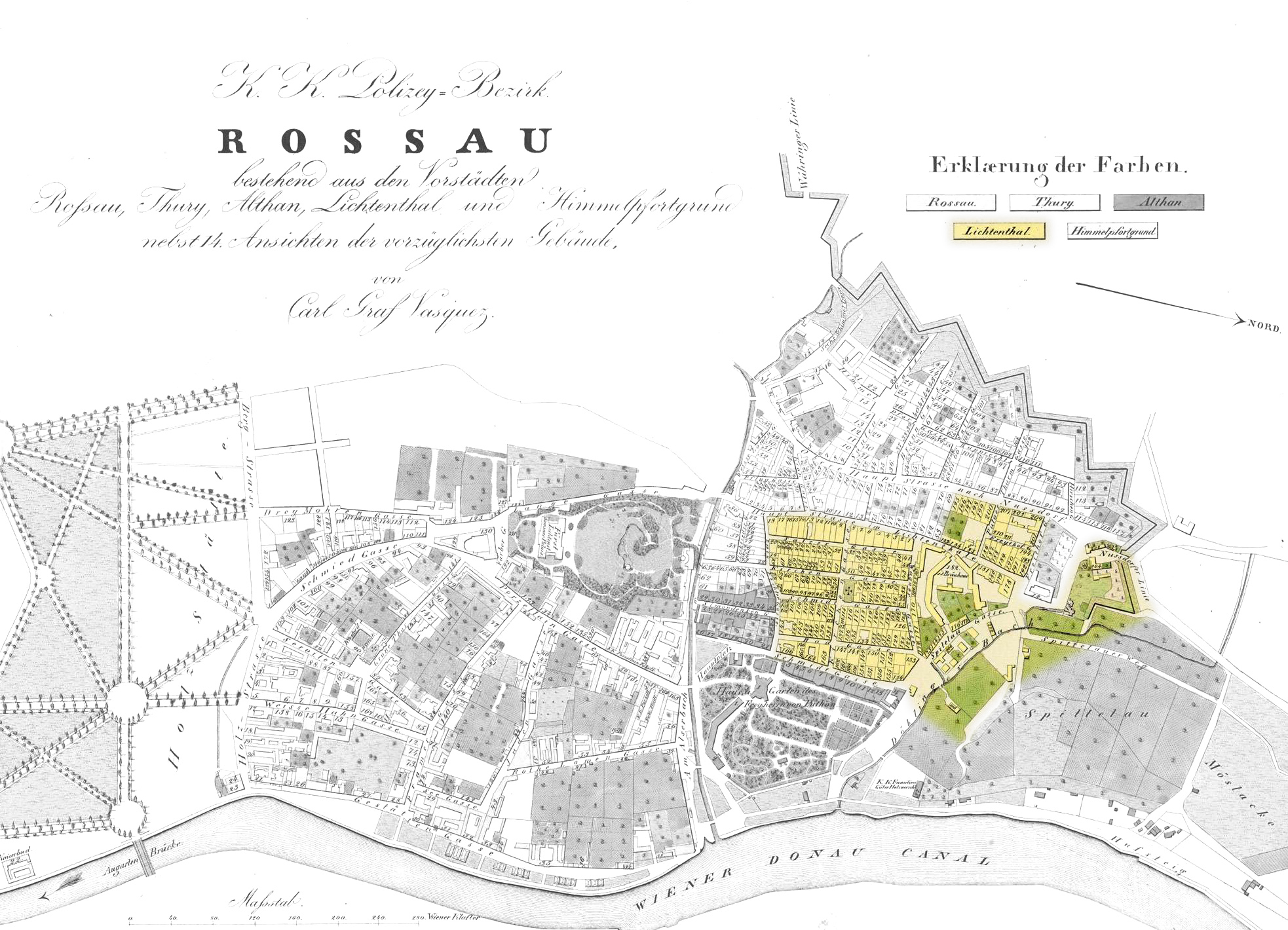
Lichtental um 1830

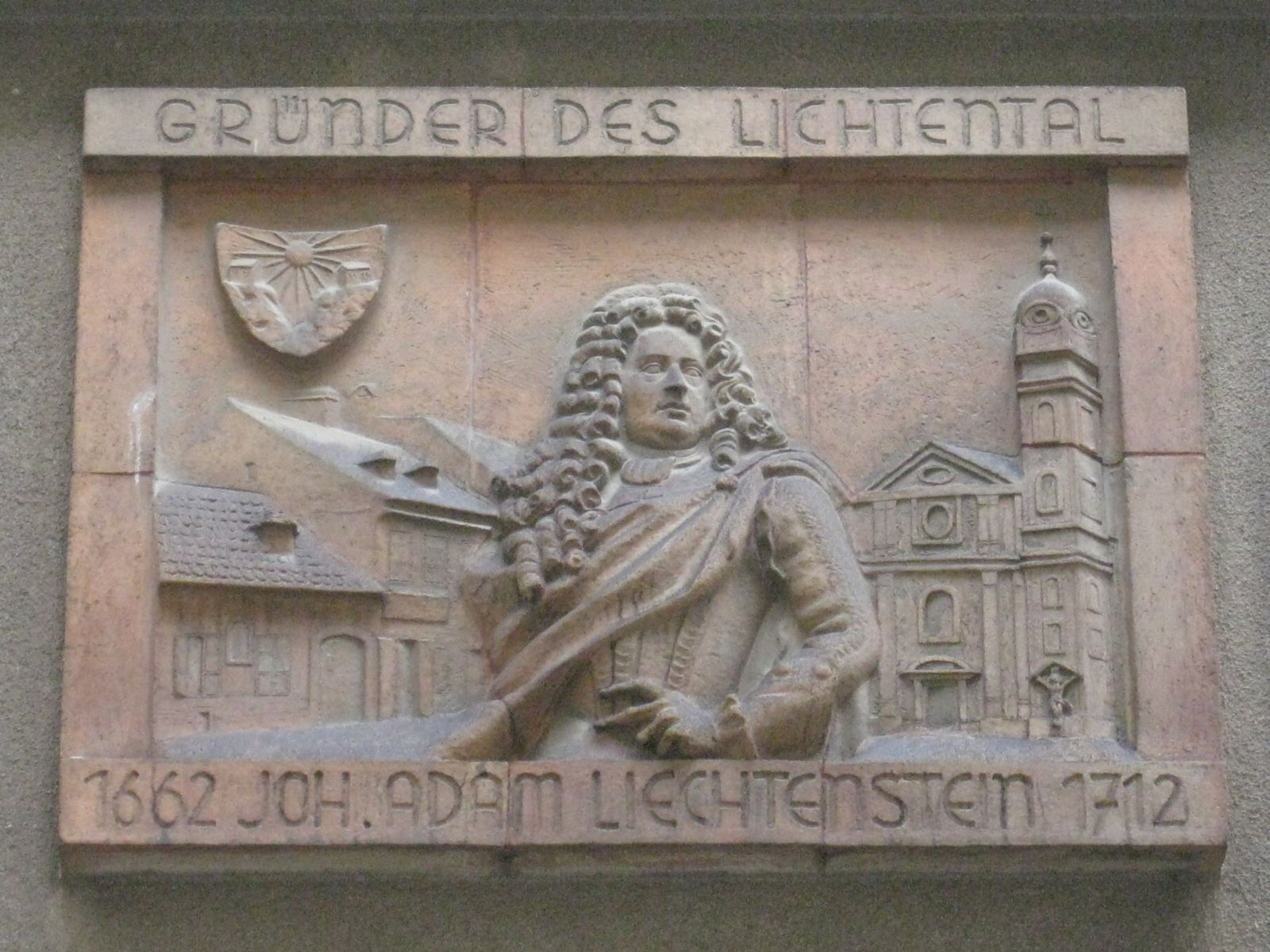
Gedenktafel an Fürst Johann Adam Andreas und die Gründung des Ortes Lichtental auf dem Haus Salzergasse 12

Erstmals urkundlich erwähnt wurde das Gebiet 1280 als „Lichtenwerd“. Der Name „Werd“ bezog sich dabei auf die Lage auf einer Insel zwischen dem Donaukanal und einem heute verlandeten Donauarm im Bereich der heutigen Liechtensteinstraße, da „werd“ die mittelhochdeutsche Bezeichnung für Flussinsel war. Der bestehende zweite Teil des Namens Lichtental stammt jedoch von einem Flurnamen, der seit Jahrhunderten als Talwiese bekannt ist.
Ursprünglich gehörte Lichtental zur Roßau. Johann Adam Andreas Fürst Liechtenstein erwarb 1687 zusammen mit dem Auersperg’schen Garten Wiesen in der Gegend. 1694 begann der Fürst mit der Errichtung einer Brauerei auf dem erworbenen Grund zwischen Liechtensteinstraße, Althanstraße und der heutigen Reznicekgasse. Diese war ein wesentlicher Motor für die Entwicklung der Siedlung und bestand bis 1878. Die zugehörigen Gebäude wurden Anfang des 20. Jahrhunderts abgerissen, Reste des Baukomplex gab es aber bis in die 1990er-Jahre.
1699 wurde der übrige Teil zur Parzellierung freigegeben. Der Freigrund wurde in der Folge auch Liechtensteintal, aber auch Liechtental genannt, während die Bewohner lange Zeit den Begriff „Auf der Wiesen“ bevorzugten. Der Name „Karlstadt“, den der Fürst zu Ehren des römisch-deutschen Kaisers vorgesehen hatte, konnte sich hingegen nicht durchsetzen.
Die planmäßig angelegte Siedlung wurde auf der Praterterrasse errichtet, reichte jedoch über den alten Donauuferhang bis zur Nußdorfer Straße auf die Stadtterrasse. Als erstes gemauertes Gebäude wurde das Haus des Schuhmachers Johann Friedrich Riess in der Salzergasse 38 fertiggestellt, das den Namen Zum goldenen Schlüssel erhielt. 1701 gab es bereits 14 Häuser auf der ehemaligen Wiese. Bis 1720 folgten 23 weitere, bis 1730 42 zusätzliche und 1740 waren es schließlich insgesamt 95 Häuser. Die Besiedelung erfolgte zunächst in Streulage, was die Vermutung nahelegt, dass der gesamte Baugrund bereits abgesteckt war und die Siedler ihren Baugrund frei wählen konnten. Bereits um 1730 erstreckte sich die Siedlung über das gesamte Gebiet.

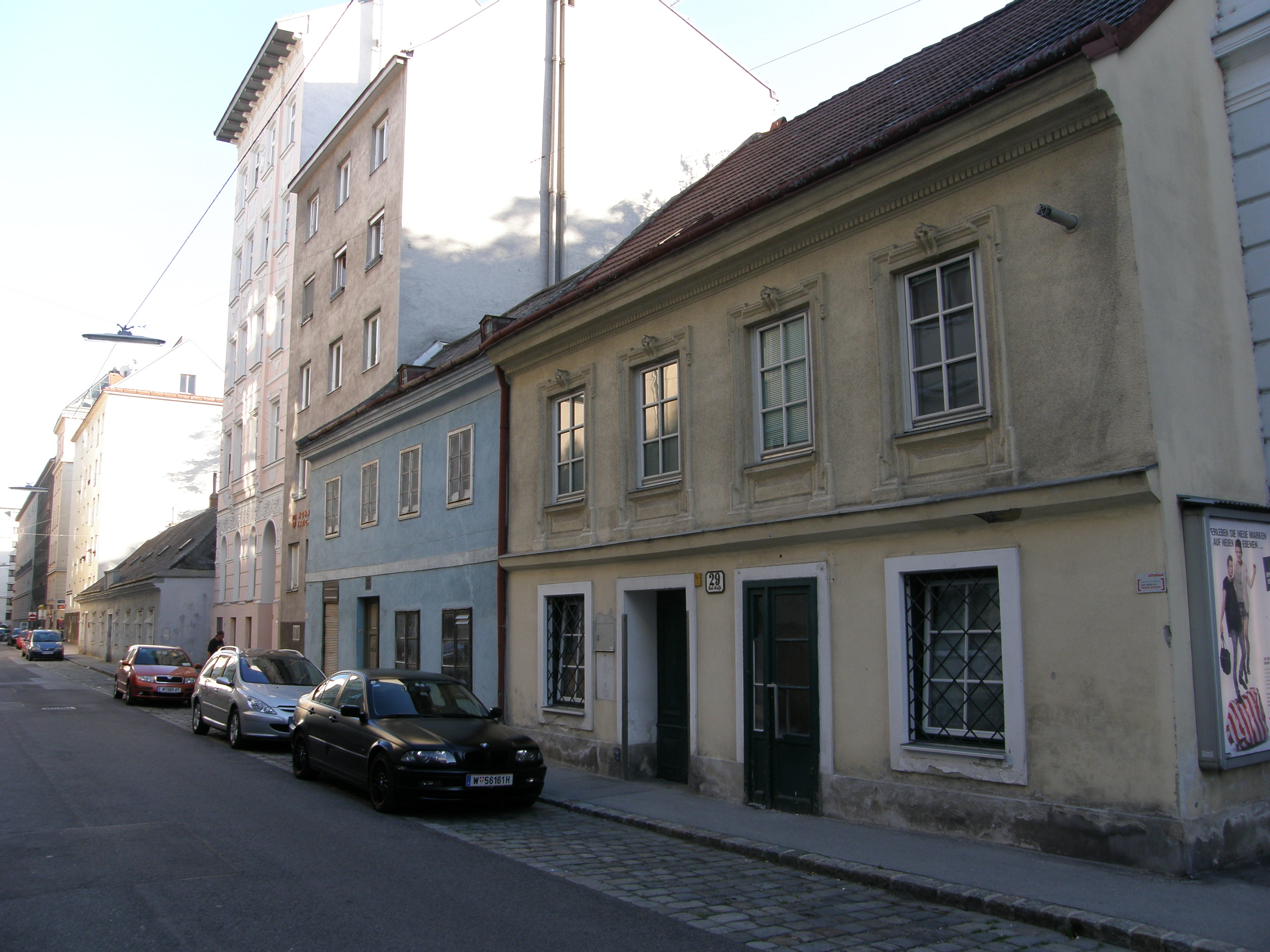
Typische Häuser in Lichtental (Badgasse), 2014 abgerissen

Die rasche Besiedelung machte auch den Bau einer Kirche notwendig, da einstweilen die Gottesdienste in der Brauerei abgehalten werden mussten. Bereits 1712 wurde mit dem Bau der Lichtentaler Pfarrkirche (zu den hl. 14 Nothelfern, auch Schubertkirche) begonnen, die 1718 fertiggestellt wurde. 1723 erfolgte die Pfarrgründung durch Abtrennung der Kirche von der Pfarre in der Währinger Pfarrkirche, 1730 die Weihe der Kirche. Das Wachstum des Pfarrgebietes führte jedoch bereits 1769 bis 1773 zu einer Erweiterung des Gotteshauses.
Wirtschaftlich spielte das Gastgewerbe im Ort eine große Rolle, da 20 Häuser, also zehn Prozent des Gesamtbestandes Gastwirtschaften beherbergten.
Mit der Aufhebung der Grundherrschaft 1848 fiel Lichtental an die Stadt Wien. 1850 wurde Lichtental in den neugebildeten Bezirk Alsergrund eingegliedert und zu Wien eingemeindet.

## Persönlichkeiten
- Matthäus Mederer Edler von Wuthwehr (1739–1805), Professor der Chirurgie
- Catarina Cavalieri (1755–1801), Sängerin
- Johann Baptist Drechsler (1756–1811), Maler
- Franz Seraphicus Schmid (1764–1843), römisch-katholischer Geistlicher, war Beichtvater der Kaiserin Karoline Auguste
- Josef Moser (1779–1836), Apotheker und Pionier der Gasbeleuchtung
- Moritz Daffinger (1790–1849), Maler
- Franz Xaver Petter (1791–1866), Maler
- Franz Schubert (1797–1828); Komponist, Wirken in der Pfarrkirche Lichtental